# Култура у Црној Гори
Култура Црне Горе се односи на укупно културно стваралаштво и традиције на простору данашање Републике Црне Горе. Култура Црне Горе била је под утицајем немањићке Србије, Српског и Византијског царства, античке Грчке, старог Рима, хришћанства, Османског царства, Републике Венеције, Аустроугарске и Југославије.

## Вредности и норме
Црногорска традиција коју је у Црној Гори увео краљ Никола током своје владавине, а састоји се од тога да младенци на дан венчања саде маслину као симбол брака.

### Религија и вера
Црногорско друштво је и даље веома конзервативно. Према попису из 2011. године, огромна већина од више од 96% становника Црне Горе изјашњава се као припадници неке верске организације.
Док је православно хришћанство доминантна верска вероисповест у Црној Гори, постоји и значајан број присталица и католичког хришћанства и ислама. Доминантна црква је Српска православна црква иако су присутни трагови формирања Црногорске православне цркве.

### Традиције и обичаји
Слава је искључиви обичај верника Српске православне цркве, свака породица има по једног свеца заштитника којег поштују на свој празник. Српска православна црква користи традиционални јулијански календар, по коме се Бадњи дан (25. децембар) тренутно пада на 7. јануар по грегоријанском календару, тако да Срби славе Божић 7. јануара, подељен са православним црквама Јерусалима, Русије, Грузије, Украјина и грчки старокалендарци.
Бадњак је грана дрвета или младо дрво које се уноси у кућу и ставља на ватру увече на Бадње вече, што је централна традиција у православним божићним прославама у Црној Гори. Дрво са којег се сече бадњак, по могућству млади и прави аустријски храст, свечано се сече рано ујутру на Бадње вече. Сеча, припрема, доношење и подлагање ватре, окружени су разрађеним ритуалима, са много регионалних варијација.

## Традиција

### Народне игре
Традиционална народна игра је коло које се зове коло, које је уобичајено код Црногораца, Срба и Македонаца. То је колективни плес, где се група људи (обично неколико десетина, најмање троје) држе једни друге за руке или око струка плешући, формирајући круг (отуда и назив), полукруг или спиралу. У Црној Гори се зове оро (или "Плес орлова"). Слични плесови у кругу постоје и у другим културама у региону.

### Епске песме
Дугогодишња историја Црногораца у борби за слободу и независност неизоставно је повезана са јаким традицијама усмене епске поезије. Традиционално, предају се публици уз музику коју производе гусле, једножичани инструмент на којем свира приповедач (гуслар), који пева или рецитује приче о јунацима и биткама у десетерцу. Историјски гледано, ове песме су имале огромну мотивациону моћ над становништвом. Гуслари су изазивали скоро једнако поштовање колико и најбољи ратници, колико су били писци, дакле писци историје, колико и тумачи. Тренутно су ове традиције нешто живље у северним деловима земље (такође их деле и људи у источној Херцеговини, западној Србији и средњој Далмацији).

### Кухиња
Црногорска кухиња је резултат географског положаја Црне Горе и њене дуге историје. Традиционална јела у срцу Црне Горе и њене јадранске обале имају изразиту италијанску ноту која се огледа у стилу производње хлеба и сира и сушења меса, као и вина и жестоких пића која се производе и конзумирају.
Други велики утицај долази са Леванта и Турске, сарме, мусака, пилава, бурека, ћевапа, ћевапа, и слаткиша попут баклаве и тулумбе итд. Мађарска јела представљају гулаш, сатараш и ђувеч.

## Архитектура
Црна Гора има низ значајних културно-историјских локалитета, укључујући локалитете баштине из предроманичког, готичког и барокног периода. Црногорско приморје је посебно познато по верским споменицима, углавном везаним за венецијанску архитектуру, међу којима су катедрала Светог Трипуна, базилика Светог Луке (преко 800 година), Госпа од Шкрпјела, манастир Савина и други. Древни град Катаро (данас Котор) уврштен је на Унескову листу светске баштине, чак и као савршен пример венецијанске архитектуре. Византијски утицај у архитектури и религиозној уметности посебно је очигледан у унутрашњости земље.

## Књижевност
|                 |                |
| Цетињски октоих | Горски вијенац |

Црногорска књижевност се односи на целокупни (историјски и савремени) корпус књижевности настао у Црној Гори, написан углавном на црногорском, српском и другим сродним језицима који се говоре у земљи.

### Карактеристике
Иако има дела написаних пре најмање 800 година (попут Летописа попа Дукљанина), најзначајнији представници су писци који су живели у 19. и 20. веку и писали углавном на српском језику. Прва књижевна дела написана на овим просторима стара су десет вјекова, а прва књига штампана је прије пет стотина година.
У венецијанском Катару (стварни Котор) постојала је група писаца и песника који су уводили ренесансну културу у приморску Црну Гору, писали на латинском и италијанском: Лудовико Пасквали, Ђовани Бона де Болирис, Ђовани Полица, Ђорђо Бисанти, Ђироламо Пима, Тимотео Цизила, Ђовани Крусала, Ђузепе Бронза и Ђироламо Паницола.
Прва државна штампарија (Штампарија Црнојевића) налази се на Цетињу 1494. године, где је исте године штампана прва јужнословенска књига (Октоих). У црногорским манастирима се чува већи број средњовјековних рукописа, који датирају из 13. века. На супстрату традиционалне усмене народне епске поезије, аутори попут Петра II Петровића Његоша створили су свој израз. Његов еп Горски вијенац, написан на српском народном језику, представља средишњу тачку културе Срба и посебно црногорских Срба.

### Значајни аутори
- 18. и 19. век: Петар Петровић-Његош, Андрија Змајевић, Василије Петровић-Његош, Вук Врчевић, Стјепан Митров Љубиша и Марко Миљанов.
- 20. век: Михаило Лалић, Милован Ђилас, Радован Зоговић, Ћамил Сијарић, Чедо Вуковић, Мирко Ковач, Драган Радуловић и Вито Николић.
- Савремени аутори: Балша Брковић, Борислав Јовановић, Јеврем Брковић, Босиљка Пушић итд.

## Сликарство и скулптура
Факултет ликовних уметности на Цетињу помогао је у стварању нових талената. Неки од најистакнутијих сликара из Црне Горе су Мило Милуновић, Петар Лубарда, Дадо Ђурић, Урош Тошковић, Војо Станић и вајар Ристо Стијовић.

## Музика
Музика Црне Горе представља мешавину јединствене музичке традиције земље и западних музичких утицаја. Музика Црне Горе је релативно занемарена, посебно у поређењу са њеном књижевношћу и визуелном уметношћу. Ипак, 20. век је произвео неколико изузетних композитора и тумача.

### Историјски преглед
У 10. и 11. веку композитор верских напева (Јован Дукљански) био је најстарији познати композитор са јадранске обале. Крајем 12. века направљено је писмо, које се данас зове Летопис попа Дукљанина, које описује световну употребу музичких инструмената. У цркви Свете Кларе у Котору сачувано је седам литургија из 15. века, које је написао венецијански издавач ЛА Гиунта. У тим вековима у приморску Црну Гору (тада названу Албанија Венета) уведен је типичан музички "млетачки стил".
Развој верске музике започет је у 19. веку, када је у Котору отворена католичка певачка академија. Такође, све до музичке ренесансе 20. века, црногорска музика се углавном заснивала на једноставном традиционалном инструменту гуслама. У Котору је 1839. године формирано најстарије певачко друштво под називом „Јединство“. Прва музичка школа у Црној Гори основана је 1934. године на Цетињу .

#### Традиционална музика
Традиционално музичко насљеђе је нешто другачије у различитим деловима Црне Горе. У традиционалној музици могу се уочити различити стилови у области Бококоторског залива, Старе Црне Горе и Санџака. Староцрногорска традиционална музика заснива се на традиционалном инструменту гуслама. Музика је углавном вокална, односно инструментално-вокална. Многе песме су прерађене из епике, а засноване су на догађајима и причама из црногорске традиције.

#### Класична музика
Због бурне историје земље, испуњене одбрамбеним ратовима и сталном борбом за слободу, развој културе, посебно музике, за Црногорце је био споредни интерес. Први истакнути црногорски композитор био је Јован Иванишевић (1860–1889). Компоновао је клавирске минијатуре, оркестарске, соло и хорске песме које су се изводиле и у Прагу . Умро је када је имао само 29 година. У 19. веку је било и много опера са либретом инспирисаним Црном Гором и њеном културом, попут чувене „Балканске царице“. Други истакнути композитори 19. века су Алекса Ивановић и Драган Милошевић, који су завршили музичке школе у Прагу.
Почетком 20. века, када су уведене музичке школе, а култура почела брже да се развија, црногорска музика је почела да процвата. Из Црне Горе, посебно током 20. века, постојао је низ запажених композитора класичне музике. У првој половини века развиле су се две музичке школе: једна са седиштем на Цетињу, а друга у Подгорици. Важну улогу у музичком развоју тог времена одиграо је Радио Титоград, који је свакодневно емитовао различите музичке програме и помогао популаризацији музике. У то време, композитори су почели да се враћају коренима, уносећи многе традиционалне елементе у модерне композиције. Такође, током 1940-их и 1950-их година отворене су музичке школе у Котору, Подгорици, Цетињу, Тивту, Херцег Новом, Никшићу, Бару, Улцињу и Беранама.
Аргентински композитор Маурисио Анунцијата, овладавши црногорском културом, религијом и музиком, продуцирао је кантату Акатист оп. 108, Хвалоспјеви Светом Василију Острошком у базилици Санта Мариа дел Пополо у Риму у мају 2008, за соло гласове, хор и оркестар, такође у верзији за оргуље. Овим концертом обиљежена је друга годишњица независности Црне Горе и одржан је пред цијелим дипломатским кором акредитованим при Светој Столици и највишим властима Ватикана. Рад је имао огроман успех у италијанској верзији текста у продукцији Драгане Полович.
Данас је Црна Гора позната по неколико награђиваних класичних гитариста, међу којима су Црногорски гитаристички дуо (Горан Кривокапић и Данијел Церовић) и Милош Карадаглић.

### Популарна музика у Црној Гори
Вероватно најпознатији рок бенд из Црне Горе је Перпер са Цетиња. Остали познати рок бендови су ДСТ (из Никшића) и Highway, Аутогени тренинг, Господа Глембајеви и Микрокозма (из главног града Подгорице). Међу рок музичарима из Црне Горе који су били популарни широм бивше Југославије су Маринко Павићевић, Миладин Шобић и Рамбо Амадеус. Док су запажени естрадни певачи из Црне Горе Сергеј Ћетковић, Вања Радовановић, Славко Калезић, Бојан Маровић, Кнез, Владо Георгиев, Нина Петковић, Андреа Демировић, Стефан Филиповић, Нина Жижић, такође поп музичке групе Но нејм и Д-мол. У Црној Гори тренутно постоји неколико активних рок и поп фестивала, а најзапаженији су Sea Dance Festival, Цетиње Beer Fest, City Groove у Подгорици, Lake и Бедем у Никшићу, те многи други летњи музички фестивали.

## Извођење уметности

### Филм
С обзиром на популацију од око 600.000 људи, Црна Гора је изнедрила низ изузетних филмских редитеља и глумаца међу којима су Душан Вукотић, први југословенски добитник Оскара (за категорију кратког анимираног филма 1961), Вељка Булајића и Живка Николића.
Остали запажени црногорски редитељи и филмаши су: Крсто Папић, Бранко Балетић, Велимир Стојановић, Здравко Велимировић, Бане Бастаћ, Предраг Голубовић, Крсто Шканата, Мило Ђукановић, те перспективни филмаши нове генерације Иван Салатић, Гојко Беркуљан, Марија Перовић, Никола Вукчевић, Жељко Сошић и Ивона Јука.
Црногорски филм Лоша судбина је 2013. године постао први филм из земље који је пријављен за Оскара за најбољи филм на страном језику.

### Позориште
Значајна позоришта су Црногорско народно позориште у Подгорици, Никшићко позориште у Никшићу и Градско позориште у Подгорици . Црногорско народно позориште је једино професионално позориште и уз Факултет драмских умјетности које се налази на Цетињу заслужно је за лавовски дио позоришне продукције у земљи. Током летњих месеци, Градско позориште у Будви има примат као сцена за извођаче који долазе из свих крајева бивше Југославије и света.
Многи научници сматрају да је највећи допринос црногорској музици у позоришту дао Дионисио де Сарно Сан Ђорђо, италијански композитор који је већину свог живота провео у земљи. Његова „балканска царица“ – инспирисана делом краља Николе – добила је високе похвале италијанских критичара у другој половини 19. века.

## Црна Гора као тема у страним делима
- Хрватски песник Иван Мажуранић написао је епску песму на црногорску тематику Смрт Смаил-аге Ченгића.
- Радња филма о Џејмсу Бонду из 2006. Казино Ројал делимично је смештена у Црну Гору.
- Велики Гетсби Ф. Скота Фицџералда, односи се на одликовање које је Џеј Гетсби добио за своје ратне напоре.
- Неро Волф, измишљени лик Рекса Стаута рођен је у Црној Гори.

## Институције
- Црногорска академија наука и умјетности
- Матица црногорска
- Универзитет Црне Горе